# Чека
Всеруската извънредна комисия за борба с контрареволюцията и саботажа (на руски: Всероссийская чрезвычайная комиссия по борьбе с контрреволюцией и саботажем), съкратено ВЧК и по-известна като ЧК е първата от поредица съветски тайни полиции. Основана на 5 декември 1917 г. от Съвета на народните комисари с цел борба срещу бойкота на съветската власт от страна на държавните служители, тя попада под ръководството на Феликс Дзержински, бивш полски аристократ, станал комунист. Към края на 1918 г. вече са се оформили стотици комитети на Чека в РСФСР на различни административни нива: област, губерния, район, уезд и волост.
През 1921 г. Вътрешни войски (част от Чека) наброяват поне 200 000 души. Тези войски използват трудови лагери, управляват системата ГУЛАГ, конфискуват зърно и селскостопански продукти и подлагат политическите противници на тайни арести, задържания, изтезания и извънсъдебни екзекуции. Освен това те потушават работническите бунтове и вълненията в редиците на Червената армия, в която дезертьорството е широко разпространено.
След 1922 г. Чека претърпява първата от няколко реорганизации. Идеята за правителство, в което органите преобладават, продължава дълго време след това, а съветските граждани продължават да наричат членовете на различни органи „чекисти“.

## История
През първия месец и половина след Октомврийската революция през 1917 г. задълженията за „гасене на съпротивата на експлоататорите“ са поети от Петроградския военно-революционен комитет (ПВРК). Той представлява временен орган, работещ с директиви от Съвета на народните комисари (Совнарком) и Централния комитет на Руската социалдемократическа работническа партия (болшевики). Една от най-важните функции на органа е осигуряване на „революционен ред“ и да се бори срещу „контрареволюционерите“.
На 5 декември 1917 г. ПВРК оповестява разпадането си и предава функциите са на Всеруския централен изпълнителен комитет (ВЦИК). На 6 декември Совнаркомът започва да работи по стратегия как да се убедят държавните работници да стачкуват из цяла Русия. Решено е, че е нужна специална комисия, която да вземе „най-енергийно революционните“ мерки. За директор на комисията е назначен Феликс Дзержински.
На 7 декември 1917 г. комитетът се събира в Смолни, за да обсъди компетентността и структурата си за борба с контрареволюцията и саботажа. Задълженията на комитета са: да ликвидира до основа всички контрареволюционни и саботажни дейности и всякакви опити за такива в цяла Русия, да се предават контрареволюционерите и саботьорите на революционни трибунали, да се разработят мерки за борбата срещу тях, които да се прилагат безмилостно. Освен това комисията трябва да следи пресата и контрареволюционните партии.
Създадени са три подразделения: информационен, организационен и звено за борба с контрареволюцията и саботажа. Совнаркомът позволява на комисията да прилага репресивни мерки като: конфискация, изземане на купони за храна, публикуване на списъци с врагове на народа и т.н. През същия ден официално е потвърдено създаването на ВЧК. Комисията е подчинена не на ВЦИК, както се очаква до този момента, а директно на Совнаркома.
На 8 декември 1917 г. някои от първоначалните членове на Чека са заменени. На събрание на същия ден президиумът на ВЧК е съставен от пет души и е оглавен от Дзержински. За щаб-квартира на Чека е определен адреса „Петроград, ул. Гороховая 2, етаж 4“.
През януари 1918 г. е създадено подразделение, занимаващо се с разследвания на банковите служители. Структурата на Чека е променяна многократно. Към март 1918 г., когато щаб-квартирата на организацията се премества в Москва, тя е съставена от следните подразделения: против контрареволюция, спекулация, чужди граждани и събиране на информация. Към края на годината са създадени и от още звена: тайно оперативно, разследващо, транспортно, военно, оперативно и обучително. През 1921 г. са създадени следните подразделения: справочник на делата, административно-организационен, тайно оперативен, икономически и външни работи.
През първите месеци от съществуването си Чека включва едва 40 служители. На 14 януари 1918 г. Совнарком нарежда на Дзержински да организира екипи от „енергични и идеологически“ служители, които да се борят срещу спекулациите. Към пролетта на същата година комисията вече разполага с няколко екипа. По това време цялата дейност на Чека е концентрирана главно в Петроград. Това е една от няколко разнообразни комисии в страната, които имат за цел да се борят срещу контрареволюцията, спекулациите, бандитизма и други дейности, възприемани за престъпления. Контрол върху дейността на комисията упражнява Народния комисариат за правосъдие и НКВД. Въпреки че ВЧК официално е независима организация от НКВД, ръководните ѝ членове съставят колегията на НКВД. В началото, членове на Чека са само болшевики, но през януари 1918 г. към организацията се присъединяват леви социалисти-революционери. По-късно през същата година те са изключени или арестувани, след като е направен опит за убийство на Ленин от Фани Каплан.
Към февруари 1918 г. започват да се създават местни Извънредни комисии в различни градове: Москва, Саратов, Омск, Пенза, Перм, Новгород, Череповец, Ростов, Таганрог. Създаването на области Извънредни комисии като цяло приключва към август 1918 г. Към този момент са създадени общо 38 комисии на ниво губерния и 75 комисии на ниво уезд. Към края на годината комисиите на ниво уезд са вече 365.
С напредването на консолидацията на политическата ситуация в страната започва да се преминава към елиминиране на Извънредните комитети. През ноември 1920 г. е създадено специално подразделение на Чека, занимаващо се със сигурността на държавните граници. На 6 февруари 1922 г., след Деветия всеруски съветски конгрес, ВКЧ е разпуснат от ВЦИК с „израз на благодарност за героичната работа“. Организацията е заменена от ГПУ, част от НКВД на РСФСР. Дзержински остава ръководител и на новата организация.

## Репресии
Оценките относно броя екзекуции, извършени от членове на Чека, се различават в широки граници. Най-ниските бройки са докладвани от лейтенанта на Дзержински Мартин Лацис и са ограничени до РСФСР в периода 1918 – 1920 г. Според него, в този период са били екзекутирани 12 733 души. Експертите считат тези полу-официални цифри за много занижени. Историкът Сергей Мелгунов твърди, че това е направено нарочно, в опит да се покаже човечността на правителството. Той опровергава твърдението на Лацис, че само 22 екзекуции са били направени през първите шест месеца от съществуването на Чека, предоставяйки доказателства за общо 844 екзекуции. Доналд Рейфилд също твърди, че достоверните доказателства сочат за действителна бройка, която многократно надхвърля официалната цифра. Най-високите оценки относно броя жертви достигат 500 000 души. Ленин не се възмущава от убийствата.
Чека много често прибягва от изтезания. В зависимост от комисията, методите включват: одиране жив, отрязване на скалпа, набиване на кол, разпъване на кръст, обесване, бой с камъни, пъхане в печка или във вряща вода. Чекистите заливат голите затворници с вода по зимните улици, докато замръзнат. Разследване на Антон Деникин открива трупове, чиито бели дробове, гърла и усти са запълнени с пръст. Жени и деца също падат жертви на терора на Чека. Жените понякога биват измъчвани и изнасилвани, преди да бъдат застреляни.
Жестокостите понякога са публикувани и описвани в пресата, като например във вестниците „Правда“ и „Известия“. Чека активно и открито прибягва до отвличания. Така организацията успява да потуши многобройните случаи на недоволство, особено сред селското население. Сред печално известните случаи е Тамбовското въстание от 1920 – 1921 г. В резултат на безмилостното насилие, някои чекисти получават психопатски разстройства, за които Николай Бухарин казва, че са „професионална опасност на чекистката професия“.